# Union d'Utrecht
Cet article concerne un traité politique. Pour l’union religieuse, voir Union d'Utrecht (christianisme).
Cet article concerne le traité d'Utrecht de 1579, à ne pas confondre avec les traités d'Utrecht de 1713.

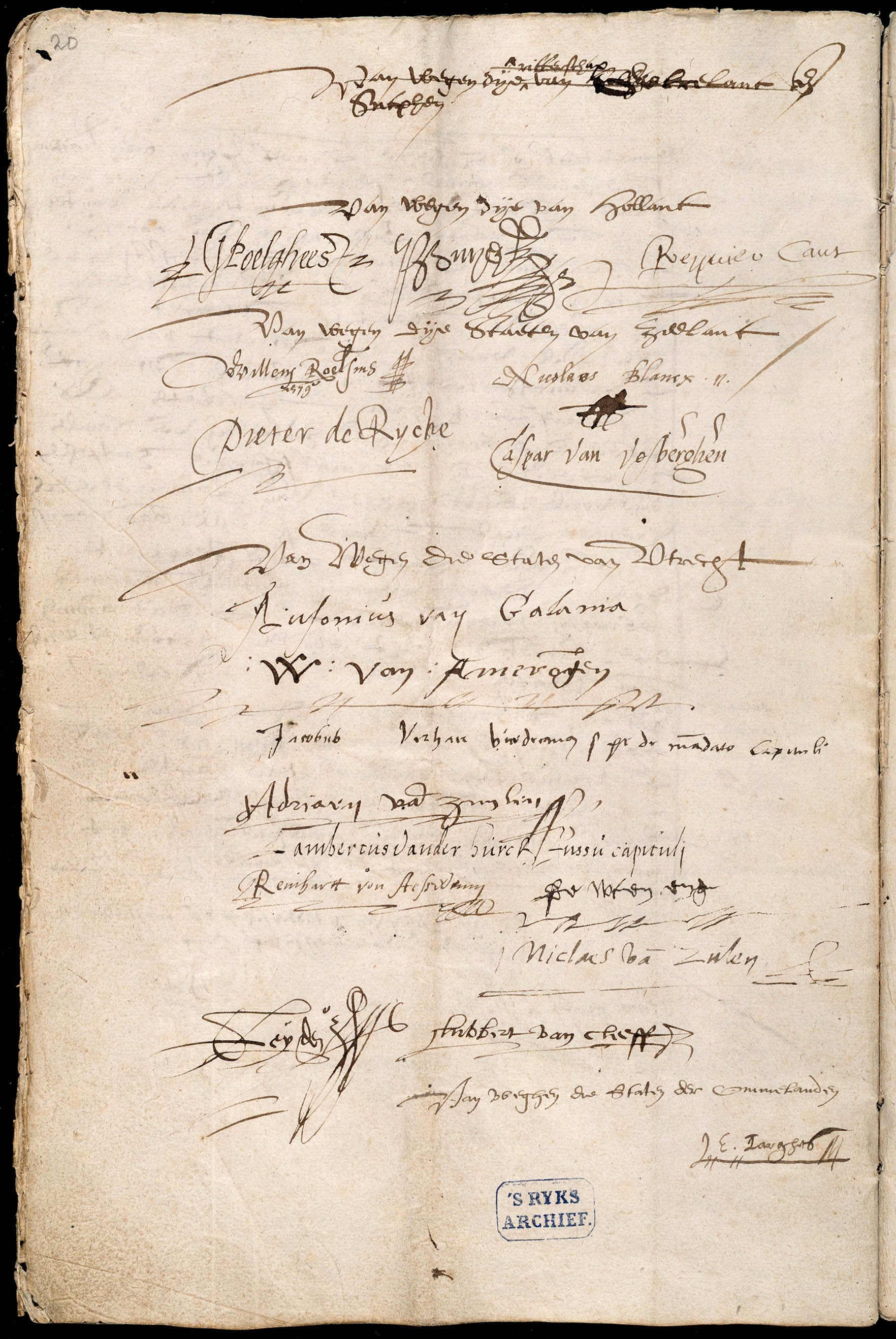
Dernière page de l'acte, portant les signatures.

L'union d'Utrecht (en néerlandais : Unie van Utrecht) est un traité conclu le 23 janvier 1579 entre différentes provinces des Pays-Bas insurgées depuis 1568 contre le Habsbourg Philippe II, roi d'Espagne et souverain des Pays-Bas, sous la direction du prince Guillaume d'Orange (« le Taciturne »). L'union d'Utrecht est précisément une réponse à l'union d'Arras conclue le 6 janvier 1579 entre plusieurs autres provinces s'affirmant comme loyales à Philippe et à son gouverneur général Alexandre Farnèse. 
L'union d'Utrecht est une étape importante de la création d'un nouvel État européen, les Provinces-Unies : elle précède de deux ans l'acte de La Haye (juillet 1581), par lequel Philippe de Habsbourg est déclaré déchu de tous ses droits sur les Pays-Bas. L'indépendance des Provinces-Unies, qui optent pour un régime républicain au cours des années 1580 et deviennent la république des sept Provinces-Unies des Pays-Bas, ne sera reconnue par le roi d'Espagne qu'en 1648 (traité de Munster), au terme de la guerre de Quatre-Vingts Ans.
Le nom du traité se réfère au lieu de sa signature, la ville d'Utrecht, capitale de la principauté d'Utrecht, annexée en 1528 par le père de Philippe, Charles Quint.

L'union d'Arras et l'union d'Utrecht (1579).

## Contexte

### Les Pays-Bas de Charles Quint à Philippe II
Les dix-sept provinces des Pays-Bas sont un des héritages de Charles Quint, venu du duc de Bourgogne Charles le Téméraire. Aussi chef de la maison de Habsbourg et roi d'Espagne, Charles est élu empereur en 1519. 
En 1549, il redéfinit le statut des Pays-Bas par une Pragmatique Sanction, qui en fait une entité séparée du Saint Empire, devant revenir à son fils Philippe, futur roi d'Espagne. En 1555, date de l'abdication de Charles Quint, Philippe II reçoit la couronne d'Espagne et les dix-sept provinces (ainsi que la Franche-Comté).
Philippe II est représenté dans chaque province (non pas en tant que roi d'Espagne, mais en tant que comte de Flandre dans le comté de Flandre, duc de Brabant dans le duché de Brabant, etc.) par un gouverneur (stathouder) et au niveau de l'ensemble par un gouverneur général, assisté par le Conseil d'État. Chaque province a une représentation (les états provinciaux), mais il existe aussi des états généraux des Pays-Bas. 

### Les débuts de l'insurrection des Pays-Bas (1566-1576)
Les tensions entre les élites néerlandaises et Philippe II, à la fois politiques (problème du rôle de la noblesse et des patriciats urbains dans le gouvernement des Pays-Bas) et religieuses (problème de la politique à mener aux Pays-Bas envers les protestants), aboutissent en 1566 à une double crise : politique (la « révolte des Gueux ») et religieuse (la furie iconoclaste, marquée notamment par le siège de Valenciennes). 
Au printemps 1567, l'ordre semble rétabli sous l'égide de Marguerite de Parme, mais Philippe II décide tout de même d'envoyer aux Pays-Bas des troupes espagnoles commandées par Ferdinand Alvare de Tolède, duc d'Albe. La politique de répression à outrance du duc d'Albe, qui remplace la gouvernante démissionnaire, amène le prince Guillaume d'Orange, stathouder de Hollande et de Zélande, membre du Conseil d'État jusqu'en 1567, à prendre les armes depuis son exil en Allemagne. Au printemps 1568, il lance une offensive contre le duc d'Albe.
Cette première offensive échoue, mais l'insurrection reprend en 1572 (prise de La Brielle). L'insurrection s'installe alors solidement dans les provinces du nord (Guillaume d'Orange peut revenir s'installer à Delft, en Hollande). Le duc d'Albe est remplacé en 1573, mais ses successeurs ne parviennent pas non plus à l'emporter sur les insurgés. À partir d'avril 1576, le poste de gouverneur général reste vacant. Le gouvernement des Pays-Bas passe de fait aux États généraux. 

### Du sac d'Anvers (4 novembre 1576) à la bataille de Gembloux (31 janvier 1578)
C'est dans cette situation qu'en novembre 1576, a lieu le sac d'Anvers par les troupes espagnoles, événement qui amène l'ensemble des provinces à signer un traité, la Pacification de Gand, visant à surmonter les différends entre catholiques et protestants face aux dangers de la présence espagnole. 
Le nouveau gouverneur général, don Juan d'Autriche (demi-frère de Philippe et de Marguerite de Parme), qui arrive en novembre 1576, est difficilement reconnu par les États généraux et après quelques semaines passées à Bruxelles, il finit par s'exiler à Namur. 
En décembre 1577, Philippe II envoie de nouvelles troupes commandées par Alexandre Farnèse (fils de Marguerite de Parme).  Dès janvier 1578, l'armée espagnole remporte une victoire notable sur l'armée des États généraux, à Gembloux.

### L'année 1578 et l'union d'Arras (janvier 1579)
Forts de ce succès, tout en poursuivant la guerre, don Juan et Alexandre s'efforcent d'exploiter les antagonismes existant entre les signataires de la pacification de Gand, en particulier entre catholiques et protestants. En effet, le camp des insurgés est partagé entre une aile modérée sur le plan religieux (Guillaume d'Orange) et des calvinistes radicaux, dont la politique dans les villes qu'ils contrôlent (notamment Anvers depuis 1577) est hostile aux catholiques.
Alexandre devient gouverneur général à la mort de don Juan le 1er octobre 1578. En janvier 1579, il réussit à obtenir le ralliement à la cause de Philippe de quelques provinces du sud : le comté d'Artois, le Cambrésis, le comté de Hainaut et la ville de Douai, qui concluent l'Union d'Arras le 6 janvier 1579. Les États provinciaux de ces territoires reconnaissent catégoriquement la souveraineté de Philippe II et proclament que le catholicisme est leur seule religion.
Pour Guillaume d'Orange, l'union d'Arras est un échec majeur : il n'a pas réussi à maintenir l'unité entre catholiques et protestants.

## L'élaboration de l'union d'Utrecht
La rédaction du traité d'Utrecht a lieu le 20 janvier 1579.

## Les adhésions au traité

### Des signatures échelonnées (janvier 1579- avril 1580)
Le 23 janvier, le traité est signé par les représentants du comté de Hollande, du comté de Zélande, de la seigneurie de Groningue (en), du comté de Flandre, de la seigneurie d'Utrecht, du duché de Brabant, des villes de Tournai et de Valenciennes, toutes favorables à la liberté religieuse.
D'autres villes et provinces signent plus tard :
- le 4 février 1579 : la ville de Gand (Flandre) ;
- en mars 1579 : la Frise et le duché de Gueldre ;
- durant l'été 1579 : les villes d'Amersfoort (seigneurie d'Utrecht), Ypres (Flandre), Anvers (Brabant), Bréda (Brabant) et Bruxelles (Brabant) ;
- en février 1580 : les villes de Lierre (Brabant), Bruges (Flandre) et Groningue ;
- en avril 1580 : Zutphen (Gueldre) ; l'Overijssel et la Drenthe .

### Liste des signataires
- le comté de Hollande
- le comté de Zélande
- la seigneurie de Groningue (en)
- le comté de Flandre ; les villes de Bruges, Gand, Ypres
- la seigneurie de Frise
- le duché de Gueldre
- la seigneurie d'Utrecht
- le duché de Brabant ; les villes d'Anvers, Bréda, Bruxelles, Lierre
- la seigneurie d'Overijssel
- les villes de Tournai et de Valenciennes

## Suites
En 1581, les provinces situées hors du contrôle de l'armée espagnole signent l'Acte de La Haye, proclamant la déchéance de Philippe en tant que souverain des Pays-Bas. 
Par la suite, elles cherchent à trouver un nouveau souverain, mais n'y arrivant pas, se résolvent à devenir une république : la République des sept Provinces-Unies des Pays-Bas.

### Texte de l'union d'Utrecht
- Texte en néerlandais sur Wikisource
- Texte en français sur le site de l'université de Perpignan